# Eduardo Battaner
Eduardo Battaner (Burgos, 1945) és un físic i divulgador científic espanyol. Va estudiar Física a Madrid i va completar la seva formació al Max-Planck-Institut für Aeronomie, a Alemanya. Actualment és catedràtic de Física de la Terra, astronomia i astrofísica a la Universitat de Granada i és, a la vegada, doctor vinculat a l'Institut d'Astrofísica d'Andalusia (part del CSIC).
Com a investigador, va començar els seus treballs a l'observatori de Sierra Nevada (Granada) i es va especialitzar en mecànica de fluids al cosmos. Dedicat inicialment a l'estudi de les atmosferes planetàries, avui dia s'encarrega de la magnetohidrodinàmica del gas interestel·lar. Des dels anys 1970, ha publicat nombrosos articles en publicacions especialitzades, com Nature, Astronomy & Astrophysics o Astrophysic and Space Science. És autor de llibres de text d'astrofísica i de divulgació científica.

## Llibres publicats
- Fluidos cósmicos (Ed. Labor, 1986). ISBN 84-335-5308-9.
- Física de las noches estrelladas (Ed. Tusquets, 1988, 1996). ISBN 84-7223-461-4.
- Planetas (Alianza editorial, 1991). ISBN 978-84-206-0543-2.
- Astrophysical fluids dinamics (Cambridge University Press, 1996). ISBN 0-521-43747-4.
- Introducción a la astrofísica (Alianza editorial, 1999). ISBN 978-84-206-5745-5.
- 100 problemas de astrofísica, en col·laboració amb E. Florido (Alianza editorial, 2001). ISBN 978-84-206-8676-9.
- Un físico en la calle: fluidos, entropía y antropía, (Universidad de Granada, 2005). ISBN 84-338-3680-3.
- Los físicos y Dios (Los Libros de la Catara, 2020). ISBN 978-84-1352-072-8.